# Kytmanowo
Kytmanowo (ros. Кытманово) – wieś (ros. село, trb. sieło) na terenie wchodzącego w skład Rosji syberyjskiego Kraju Ałtajskiego.
Miejscowość położona jest w odległości ok. 170 km od stolicy kraju – miasta Barnauł i jest ośrodkiem administracyjnym rejonu kytmanowskiego.